# Josephine Chaplin
Josephine Hannah Chaplin (28 de marzo de 1949 - 13 de julio de 2023) fue una actriz estadounidense e hija del actor Charlie Chaplin y Oona O'Neill. Hermana de la actriz Geraldine Chaplin. Chaplin interpretó a May en The Canterbury Tales (1972), dirigida por Pier Paolo Pasolini.

## Vida personal
Chaplin tuvo un hijo, Julien Ronet, juntó al actor francés Maurice Ronet, con quién vivió hasta su muerte en 1983.
También estuvo casada con el peletero griego Nicholas Sistovaris en 1969; la pareja tuvo un hijo, Charly.
Además se casó con Jean-Claude Gardin en 1989, con quien tuvo un hijo, Arthur. El matrimonio permaneció hasta la muerte de Gardin en 2013.
Josephine Chaplin falleció el 13 de julio de 2023, en París, a la edad de 74 años.

## Filmografía
- Limelight (1952)[9]
- A Countess from Hong Kong (1967)[10]
- Canterbury Tales (1972)[11][12]
- Escape to the Sun (1972)[13][14][15]
- L'Odeur des fauves (1972)[16][17]
- Les Quatre Charlots mousquetaires (1974)[18]
- À nous quatre, Cardinal! (1974)
- Nuits Rouges (1974)[19][20][21]
- Docteur Françoise Gailland (1976)[22][23][24]
- The Peaks of Zelengore (1976)[25]
- Jack the Ripper (1976)[26][27]
- À l'ombre d'un été (1976)
- The Bay Boy (1984)[28][29]
- Poulet au vinaigre (1985).[30][31]
- Coïncidences (1986)[32]
- Downtown Heat (1994)[33][34]

## Televisión
- fr (1975)[35][36][37]
- Les années d'illusion (1977)
- fr (1979)[38]
- fr (1981)[39][40]
- Donatien-François, marquis de Sade (1985)
- Symphonie (1986)
- fr (1987)[41]
- Hemingway (1988)[42]
- Le masque (1989)